# 六試艦上複座戦闘機
六試艦上複座戦闘機（ろくしかんじょうふくざせんとうき）は、大日本帝国海軍が試作した艦上戦闘機。開発は中島飛行機によって行われた。中島の社内名称は「NAF-1」。

## 経緯
1931年（昭和6年）、列強各国が複座戦闘機の研究試作を行っていることを受け、海軍は複座戦闘機の具体的な研究を行うために中島に対して六試複戦の試作を発令した。その際に中島に対して、航空母艦への艦載が可能なこと、小型爆弾による500 km/h以下での急降下爆撃が可能なこと、長距離偵察飛行のために投下式増槽が搭載可能なことなどが求められた。中島では明川清技師を設計主務者として開発を進め、1932年（昭和7年）夏に試作機が完成した。
完成後、大規模な改造を経て海軍による審査が開始されたが、1933年（昭和8年）4月8日に試作機が故障によって不時着大破したため、翼間支柱をN字型からI字型に改めた二号機が製作された。性能は優れていたものの最終的には不採用に終わり、新たに八試複座戦闘機の開発が開始されたが、本機の開発は全金属製骨組の設計および工作の有益な経験となり、その経験は八試複戦のほかに九五式水上偵察機や九五式艦上戦闘機の開発にも生かされた。
2機の試作機は審査終了後に朝日新聞社に払い下げられてAF型通信連絡機となり、通信機として運用された。

## 設計
機体は胴体は全金属製、翼は木金混合骨組みに羽布張りの複葉機で、降着装置は固定脚。同クラスの複座戦闘機の中では優れた性能を有しており、出力の近いエンジンを搭載した同時期の単座戦闘機である九〇式艦上戦闘機と比較すると、最大速度は同等で航続力では上回っていた。

## 諸元
※重量・性能はAF型時のもの。
- 全長：7.26 m
- 全幅：10.30 m
- 全高：2.85 m
- 主翼面積：26.35 m2
- 自重：1,233 kg
- 全備重量：1,710 kg
- エンジン：中島 寿二型 空冷星型9気筒（最大580 hp） × 1
- 最大速度：300 km/h
- 巡航速度：185 km/h
- 実用上昇限度：6,250 m
- 航続距離：850 km
- 武装：
7.7mm固定機銃 × 1
7.7mm旋回機銃 × 1
- 乗員：2名